# Barocul Narîșkin

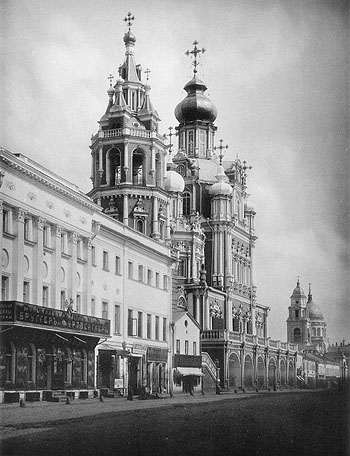
Biserica Adormirea Maicii Domnului de pe strada Pokrovka, Moscova (1696-1699)

Barocul Narîșkin, numit și barocul Moscovei sau baroc moscovit, este numele dat unui stil particular specific de decorație și arhitectură barocă care a fost la modă în Moscova la cotitura secolului 17 și începutul secolului 18. 

## Stil
Barocul Narîșkin este în esență o fuziune a arhitecturii rusești⁠(d) tradiționale cu elemente baroce importate din Europa Centrală. Este în contrast cu abordarea mai radicală a barocului petrin, ale cărui exemple sunt Catedrala Sfinții Pentru și Pavel din Sankt Petersburg și Turnul Menșikov⁠(d) din Moscova.

## Exemple
Primele biserici baroce au fost construite pe pământurile familiei de boieri moscovite Narîșkin⁠(d). Este vorba familia Nataliei Narîșkina, mama lui Petru cel Mare. Cele mai notabile din această categorie sunt micile biserici suburbane Biserica Mijlocirii din Fili⁠(d) (1693–96), Semnul din Dubroviț (1690–97) și Mântuitorul din Ubor (1694–97). Ele au fost construite din  cărămidă roșie cu decorația detalită și bogată în piatră albă. Clopotnița nu se mai punea lângă biserică, cum se obișnuia în secolul 17, ci chiar pe fațadă, fiind pusă de obicei peste biserica centrală octogonală și producea compoziții verticale îndrăznețe. 
Cum stilul s-a răspândit treptat prin Rusia, multe mănăstiri au fost remodelate după ultima modă. Cele mai agreabile dintre acestea s-au dovedit a fi Mănăstirea Novodevici⁠(d) și Mănăstirea Donskoi⁠(d) din Moscova, precum și metocul Krutițki⁠(d) și mănăstirea Solocica de lângă Riazan. Arhitectura civică de asemenea a căutat să se conformeze esteticii baroce, e.g., Turnul Suharev⁠(d) din Moscova; există de asemenea un stil neobaroc Narîșkin, un reprezentant al acestuia fiind magazinul principal de medicină⁠(d) din Piața Roșie. Cei mai importanți arhitecți asociați cu barocul Narîșkin sunt Iakov Buhvostov⁠(d) și Petru Potapov.
În anii 1730, stilul baroc moscovit a fost înlocuit de barocul rastrelliesc⁠(d) sau elisabetan.